# ユーゴスラビア人民解放反ファシスト会議
ユーゴスラビア人民解放反ファシスト会議（ユーゴスラビアじんみんかいほう はんファシストかいぎ、セルビア・クロアチア語:Антифашистичко веће народног ослобођења Југославије / Antifašističko veće narodnog oslobođenja Jugoslavije、クロアチア・セルビア語:Antifašističko vijeće narodnog oslobođenja Jugoslavije、スロベニア語:Antifašistični svet narodne osvoboditve Jugoslavije、略称AVNOJ / АВНОЈ）は、第二次世界大戦中のユーゴスラビア人民解放戦争において、各地で反ファシスト闘争を進め、臨時的な統治機構の役割を担うとされた諸機関を統括する機関である。枢軸国支配下のユーゴスラビアのパルチザンの解放区にて1942年11月26日に設立された。会議は、ユーゴスラビアにおける枢軸国・ファシスト勢力との戦いを担う抵抗勢力の政治的指導部としての役割を果たした。

## 第1回会合

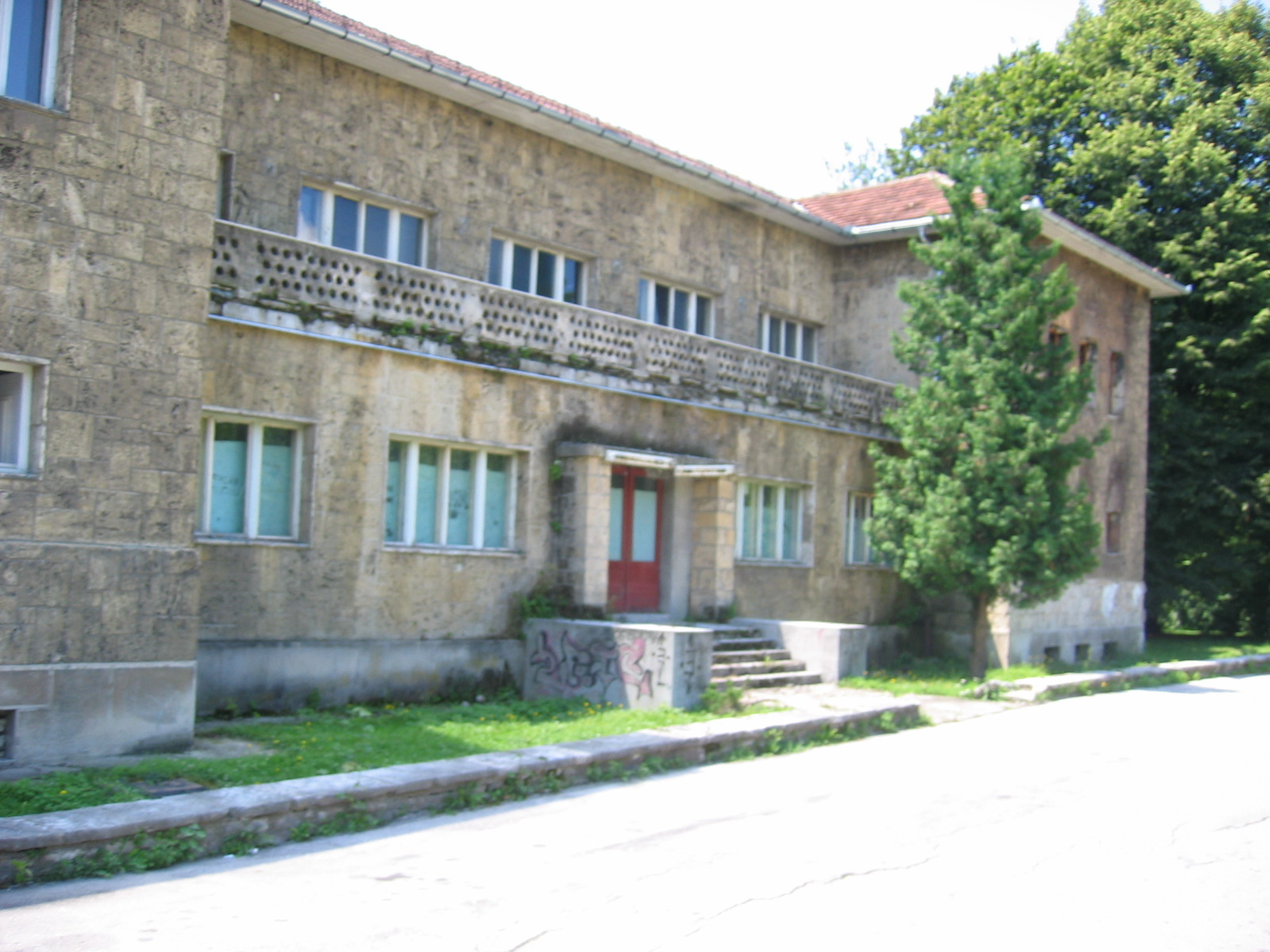
1943年に第2回会合が開かれた、ボスニア・ヘルツェゴビナのヤイツェにある建物。2005年撮影

1941年4月17日にユーゴスラビア王国軍が降伏した後、同国はナチス・ドイツ、イタリア王国、ブルガリア王国、ハンガリー王国、そしてファシスト勢力の傀儡国家であるクロアチア独立国、アルバニア王国、セルビア救国政府によって分割された。ファシスト勢力による占領に反対する人々はレジスタンス運動を立ち上げ、非合法とされながら抵抗運動を続けたユーゴスラビア共産党は次第に多くの人々から支持を得るようになり、ユーゴスラビアにおけるレジスタンス運動の主軸を担うようになっていった。共産党は、民族の別を超えてユーゴスラビア全域から参加者や支持を集めており、ひとつのユーゴスラビア、ひとつのユーゴスラビア人を志向していた。
1942年11月26日、ユーゴスラビア・パルチザンの指導者らは、運動に政治的正当性を持たせることを目的とし、ボスニア・ヘルツェゴビナ北西部のビハチにて第1回の会合を招集した。パルチザンの指導者ヨシップ・ブロズ・ティトーの下、共産党員も非共産党員も含むユーゴスラビアのパルチザンの代表者らが集い、以下のことを支持すると宣言した:
- 民主主義
- 少数民族の権利擁護
- 私有財産の不可侵
- さまざまな集団による個別の経済活動の自由

1943年1月、ドイツ軍は、パルチザン運動の指導部（ユーゴスラビア共産党中央委員会）とパルチザンの病院を破壊しユーゴスラビアにおける支配地域を拡大することを目的として、4回目となる大規模な反パルチザン攻勢をはじめた。数で敵に劣るパルチザンは、チェトニックやウスタシャ、ドイツ国防軍やイタリア王国軍との戦いを続け、ネレトヴァの戦いで敵の追跡を振り切るまで退却を強いられた。戦略的退却や人的・物的損失にもかかわらず、共産党中央委員会は無事であり、病院の安全も守られ、パルチザンは反ファシスト闘争を続けることができた。ファシスト勢力の主要な戦略目標は失敗に終わった。
5月には、ドイツ、イタリア、ブルガリア、クロアチアの部隊が、ボスニア南東部のスティエスカ川（Sutjeska）近くで5回目の対パルチザン集中攻撃（スティエスカの戦いに及んだ。再び兵力も劣勢で不利な条件下に置かれたパルチザンは、ここでも危機を脱することができた。しかし、依然としてパルチザンは劣勢を覆すことはできず、ユーゴスラビア解放のための反転攻勢に出ることは不可能な情勢であった。9月に入り、イタリアが降伏したことによって、パルチザンはイタリア軍から大量の武器を鹵獲し、また沿岸部の支配権を手に入れ、連合国からイタリア経由で支援物資を受け取ることができた。

## 第2回会合

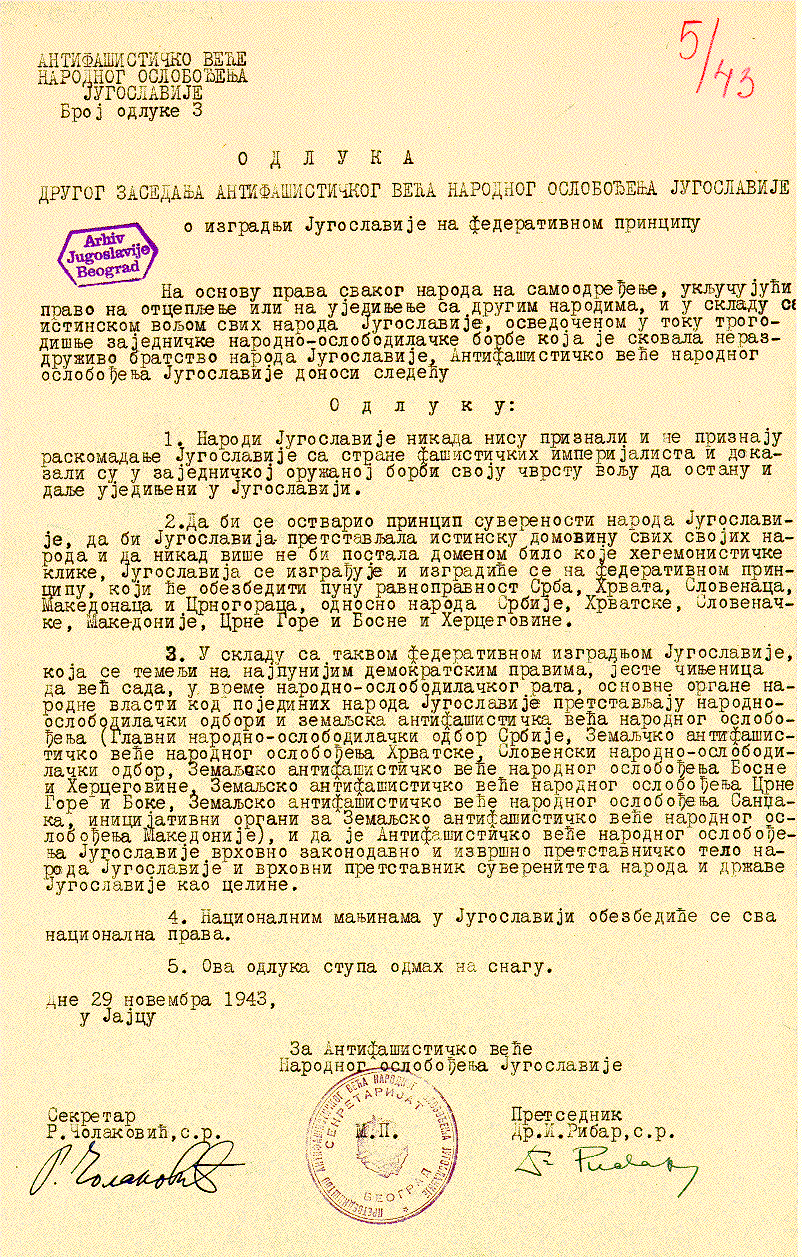
AVNOJ Proclamation of what will later become SFRJ

第2回の会合はボスニア・ヘルツェゴビナのヤイツェにて1943年の11月21日から11月29日にかけて開かれた。ティトーはAVNOJを最高統治機構であると宣言した。第2回会合の決定と決議には以下のものが含まれる:
- 民族自決権に基づいた連邦国家としてのユーゴスラビアを建国し、連邦は南スラヴ人（セルビア人、クロアチア人、スロベニア人、モンテネグロ人、マケドニア人）による6つの共和国の対等な関係によって構成される[2]。
- ユーゴスラビア人民解放戦争のさなかであっても、既に人民により地域を統治する機構として、南スラヴ人の土地・セルビア、クロアチア、スロベニア、ボスニア・ヘルツェゴビナ、サンジャク、マケドニア、モンテネグロ、コトル湾に人民解放反ファシスト委員会が設立されていることを強調する。
- 暫定的な統治機構として、ヤイツェを拠点とするユーゴスラビア解放国民委員会（Nacionalni komitet oslobođenja Jugoslavije）を設立する。
- ティトーをユーゴスラビア元帥および首相とする[1]。
- ユーゴスラビア王国亡命政府を廃止する
- 君主制の是非について住民投票が実施されるまでの間、国王ペータル2世のユーゴスラビア帰国を認めない。

ソビエト連邦の指導者、ヨシフ・スターリンは、この11月の第2回会合を事前に知らされておらず、このことに激しく怒り、ティトーがAVNOJを臨時政府としたことを否認したが、西側の連合国は、ユーゴスラビアにおいて実質的にドイツ軍と戦っている唯一の勢力がパルチザンであることを理解しており、ティトーの行動に異議を唱えなかった。
1943年12月、フランクリン・ルーズベルト、ウィンストン・チャーチルはスターリンと共に、パルチザン支援を決定した。イギリスは1箇月後に合流し、直後にチェトニックへの支援を中止した。アメリカ合衆国は、不時着した自国の操縦士のチェトニックによる継続的な救出に報いるために、彼らへの支援を続けた。
1944年5月、ドイツ空挺部隊がドルヴァル（Drvar）にあるティトーの司令部を襲撃し、あわや捕獲されそうになった。ティトーはイタリアに脱出し、アドリア海に浮かぶヴィス島に新しい司令部を設立した。イギリスは、パルチザンへの全面支援を始めてからは、ティトーと国王ペータル2世の信頼回復のために努めた。国王はユーゴスラビア国外に留まることに同意し、9月には全てのユーゴスラビア人にパルチザンへの合流を命じた。